# 徳島県教育委員会
徳島県教育委員会（とくしまけんきょういくいいんかい）は、徳島県の教育委員会である。

## 概要
徳島県内の教育に関する事務を所掌する行政委員会であり、6人の委員で構成される。2019年3月現在の教育長は、美馬持仁。近年は、学力向上、高校改革などの教育改革に取り組んでいる。
広義では、教育委員会の執行機関である教育委員会事務局を含めて、教育委員会と呼ぶこともある。

## 組織
- 教育総務課
- コンプライアンス推進室
- 施設整備課
- 教育戦略課
- 教職員課
- 福利厚生課
- 学校政策課
- 特別支援教育課
- 人権教育課
- 体育学校安全課
- 生涯学習政策課
- 教育文化政策課

## 出先機関
| 施設                           | 住所                           |
| ------------------------------ | ------------------------------ |
| 徳島県立総合教育センター       | 板野郡板野町犬伏字東谷1-7      |
| 徳島県文化の森総合公園         | 徳島市八万町向寺山             |
| 徳島県立鳥居記念博物館         | 鳴門市撫養町林崎字北殿149      |
| 徳島県立牟岐少年自然の家       | 海部郡牟岐町大字灘字東谷116-35 |
| 徳島県立埋蔵文化財総合センター | 板野郡板野町犬伏平山86-2       |

## 審議会等
- 徳島県教育振興審議会
- 徳島県教科用図書選定審議会
- 徳島県就学指導委員会
- 徳島県立図書館協議会
- 徳島県立博物館協議会
- 徳島県立近代美術館協議会
- 徳島県立文書館協議会
- 徳島県立21世紀館協議会
- 徳島県文化財保護審議会
- 徳島県高校教育改革推進本部
- 徳島県社会教育委員会議
- 鳥居龍蔵博士の顕彰等に関する検討委員会

## 所在地
徳島県教育委員会教育総務課
- 〒770-8570　徳島県徳島市万代町1-1

## 市町村教育委員会
- 徳島市教育委員会